# Leigh-Allyn Baker
Leigh-Allyn Baker (ur. 13 marca 1972 w Murray) – amerykańska aktorka filmowa, telewizyjna i głosowa. Karierę rozpoczęła w 1994 roku. Ma dwóch synów – Griffina urodzonego w 2009 roku i Jamesa, który urodził się 18 września 2012 roku.

## Filmografia
| Role główne       | Role główne                 | Role główne         | Role główne                        |
| Lata występowania | Tytuł                       | Rola                | Uwagi                              |
| ----------------- | --------------------------- | ------------------- | ---------------------------------- |
| 2010–2014         | Powodzenia, Charlie!        | Amy Duncan          | rola główna                        |
| 1998–2006         | Will & Grace                | Ellen               |                                    |
| 1998–1999         | Czarodziejki                | Hannah Webster      |                                    |
| Role gościnne     |                             |                     |                                    |
| Rok               | Tytuł                       | Rola                | Uwagi                              |
| 2008              | Hannah Montana              | Mickey              | 2 odcinki Produkcja Disney Channel |
| 2007              | Na imię mi Earl             | Nicole Moses        |                                    |
| 2007              | W nagłym wypadku            | była żona Harry’ego |                                    |
| 2005              | Orły z Bostonu              | Frannie Huber       |                                    |
| 2005              | Las Vegas                   | Erlene              |                                    |
| 2005              | Dr House                    | pacjentka House’a   |                                    |
| 2003              | Różowe lata siedemdziesiąte | Oficer Debbie       |                                    |
| 2002              | Tak, kochanie               | Stacey              |                                    |
| Głos              |                             |                     |                                    |
| Rok               | Tytuł                       | Rola                | Uwagi                              |
| 2009              | Halo Wars                   | Różne               | Gra komputerowa                    |
| 2008              | Gears of War 2              | Pilot i inne        | Gra komputerowa                    |
| 2007–nadal        | Zagroda według Otisa        | Abby                | Produkcja Nickelodeon              |
| 2007              | Mass Effect                 | Różne               | Gra komputerowa                    |
| 2006              | Amerykański tata            | Margie              | 1 odcinek                          |
| 2000              | Command & Conquer: Renegade | Dr Sydney Mobius    | Gra komputerowa                    |
| 1994              | Spider-Man                  | Alisha Silvermane   | Serial animowany, 4 odcinki        |